# کاترین ژوردان
کاترین ژوردان (فرانسوی: Catherine Jourdan‎؛ ۱۲ اکتبر ۱۹۴۸ – ۱۸ فوریهٔ ۲۰۱۱) یک هنرپیشه اهل فرانسه بود.
از فیلم‌ها یا برنامه‌های تلویزیونی که وی در آنها نقش داشته‌است می‌توان به عشق و خشم، سامورایی، دختری سوار بر موتورسیکلت، آفرودیت و بلاندی اشاره کرد.